# ایریدا کارومیان
ایریدا وارطانی کارومیان (ارمنی: Իրաիդա Վարդանի Կարումյան؛ انگلیسی: Iraida Karumyan؛ ۱۸ آوریل ۱۹۳۲) مترجم اهل ارمنستان است.

## زندگی‌نامه
وی در ۱۸ آوریل ۱۹۳۲ در ایروان به دنیا آمد و از دانشگاه دولتی ایروان فارغ‌التحصیل گشت. وی عضو اتحادیه نویسندگان ارمنستان می‌باشد. وی برنده جوایزی همچون مدال یادبود گریگور نارکاتسی (۲۰۱۶) و مدال طلای اتحادیه نویسندگان ارمنستان (۲۰۱۱) شد.

## یادداشت
1. ↑  ՀԳՄ պատվոգիր թարգմանական գրականության մեջ ունեցած վաստակի համար